# Obrona aktywna
Obrona aktywna (ang. active defence) – działania podejmowane przeciwko siłom przeciwnika w celu zapobieżenia, uniemożliwienia lub ograniczenia skuteczności jakiegokolwiek ataku przeciwnika.